# Stolzenburg (Nordpfälzer Bergland)
Die Stolzenburg ist der Rest einer Höhenburg auf 315 m ü. NN in der Nordpfalz bei der Gemeinde Bayerfeld-Steckweiler im Donnersbergkreis in Rheinland-Pfalz.

## Geschichte
Die erste urkundliche Erwähnung der Burg stammt von 1256. Der Erbauer der Burg ist vermutlich Raugraf Konrad III. aus der Stolzenburger Linie. Als Folge der Dhauner Fehde um die Schmidtburg besetzte der Dhauner Wildgraf die Stolzenburg für kurze Zeit. 1358 starb die Stolzenburger Linie der Raugrafen aus. Als Erben erscheinen die Herren Philipp und Konrad von Bolanden aus der Linie Bruchsal-Bolanden, Vettern des letzten Raugrafen der Stolzenburger Linie. In der Folgezeit werden weitere Grafen und Herren Mitbesitzer der Burg. So z. B. die Grafen von Veldenz, Grafen von Leiningen und Grafen von Sponheim. 1367 werden die Pfalzgrafen durch Kauf Miteigentümer. Ab 1409 ist auch ein anderer Zweig der Raugrafen wieder an der Burg beteiligt.
1471 wurde die Burg durch Pfalzgraf Friedrich I. im Kampf gegen Ludwig von Pfalz-Zweibrücken zerstört.

## Anlage
Die Reste der Burg liegen unter Wald, etwa 50 Meter nordwestlich des Stolzenberger Hofes. Das Areal befindet sich an der Abbruchkante zum Tal auf einer Felskuppe und hat eine Ausdehnung von ca. 50 mal 80 Metern, es wird im Süden und Norden jeweils von einem Abschnittsgraben vom restlichen Berggrat getrennt. Es sind kaum Mauerreste erhalten. Entlang der Gräben sind teils noch die Grundmauern, bestehend aus Buckelquadern, zu sehen. Auch am höchsten Punkt des Areals, am Rande des nördlichen Grabens, wo der Bergfried vermutet wird, finden sich oberirdisch noch Mauerreste.